# Kozie Doły
Kozie Doły [pronunciación en polaco: /ˈkɔʑe ˈdɔwɨ/] (en alemán: Kosiadel) es un pueblo ubicado en el distrito administrativo de Gmina Kotla, dentro del Distrito de Głogów, Voivodato de Baja Silesia, en el sur de Polonia occidental.
Se encuentra aproximadamente a 2 kilómetros al suroeste de Kotla, a 10 kilómetros al noroeste de Głogów, y a 98 kilómetros al noroeste de la capital regional Wrocław.